# Syngrapha cuprina
Syngrapha cuprina là một loài bướm đêm trong họ Noctuidae.